# ベロゼルスク
座標: 北緯60度2分 東経37度47分 / 北緯60.033度 東経37.783度

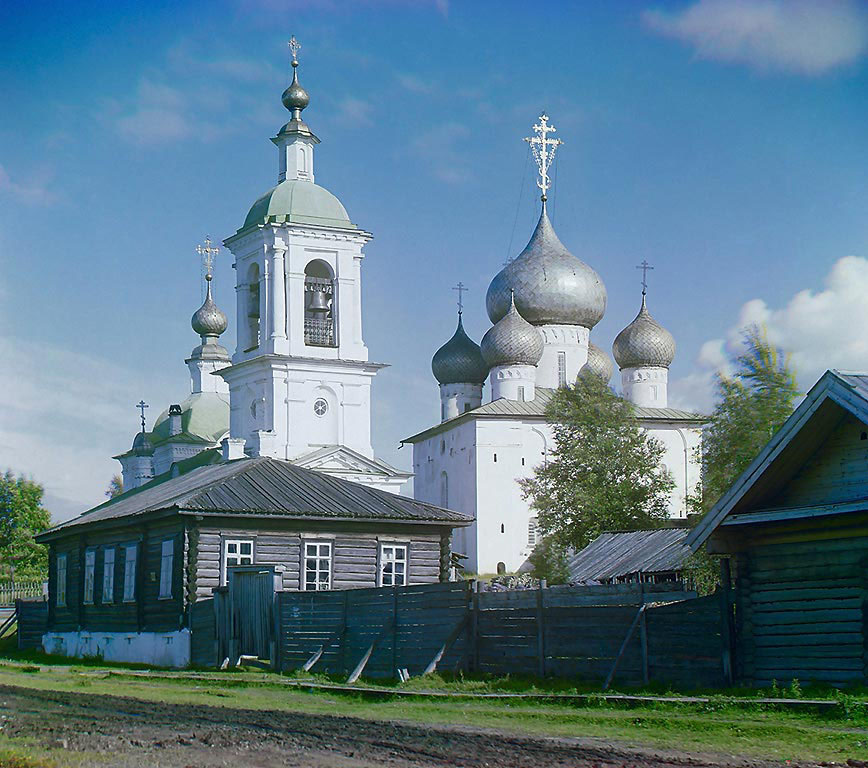
ベロゼルスクの聖堂。セルゲイ・プロクジン＝ゴルスキー撮影、1909年

ベロゼルスク（Белозе́рск, Belozersk）は、ロシア北西部のヴォログダ州にある町。人口は8,375人（2021年）。
1777年まではベロオーゼロ（Белоо́зеро, Beloozero, 「白い湖の町」）と呼ばれていた。ベロエ湖の南岸にあり、町の古名はここから取られた。

## 歴史
ベロオーゼロ公国を参照
年代記への初出は862年とロシアでも古く、スタラヤ・ラドガ、ノヴゴロド、ポロツク、ロストフと並ぶルーシ最古の町の一つである。11世紀、ベロオーゼロはまだフィン・ウゴル語族の人々が主な住民であり、キリスト教の受け入れを厳しく拒んでいた。1071年に地元の宗教の僧侶たちが反乱を起こしたが、キエフ大公国の将軍ヤン・ヴィシャティチの戦いにより鎮圧された。『原初年代記』はこの戦いについて、戦死した僧侶たちの死体はオークの樹から吊るされ、彼らが聖なる生き物と崇拝していたクマによりばらばらに引き裂かれてしまったという。
ベロオーゼロは1238年から1370年までの間、ベロオーゼロ公国という小さな国の都であり交易や工芸の中心であったが、モスクワ大公国へと併合された。1352年には疫病が襲ったため西へ17km離れた現在地に移っている。15世紀以降はモスクワ大公国の北の守りの拠点として重視されイヴァン3世は堅固な要塞（クレムリ）を築いた。またロシア中心部から白海への交易路として物や人が行き交い、15世紀から16世紀にかけては最盛期を迎えた。しかし交易路が北ドヴィナ川を経由してアルハンゲリスク方面へ向かうものに移ったためベロオーゼロは次第に衰退し、大動乱期にはポーランド軍などの攻撃を受けたため衰退に拍車がかかった。1552年に建設された生神女就寝大聖堂、1668年に建設された救世主大聖堂、1690年に建てられた木造の聖イリヤ聖堂は現在もベロゼルスクに残る。また近郊には古い修道院も多く、キリロ・ベロゼルスキー修道院やフェラポントフ修道院などがある。